# Pedro Barros
Pedro Barros (født 15. marts 1995) er en brasiliansk skateboarder.
Han repræsenterede Brasilien ved sommer-OL 2020 i Tokyo, hvor han vandt sølv i park.